# Iwan Jermatschenka

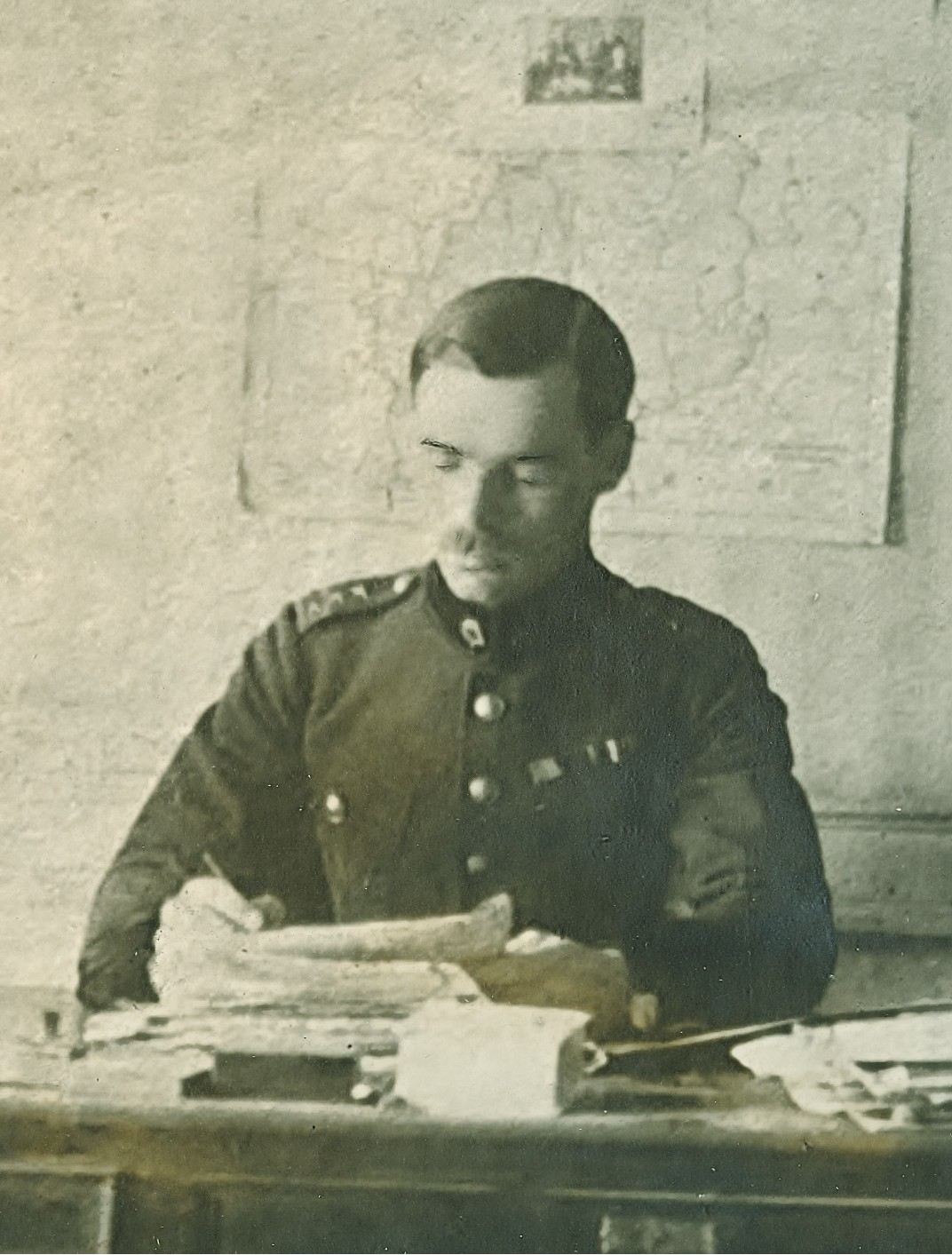
Iwan Jermatschenka, 1921

Ivan Abramawitsch Jermatschenka (belarussisch Іван Абрамавіч Ермачэнка; * 1. Mai 1894 in Kapatschouka bei Baryssau im Gouvernement Minsk; † 25. Februar 1970 in Binghamton (New York), Vereinigte Staaten) war ein belarussischer Politiker, Aktivist und Leiter des Weißruthenischen Selbsthilfewerks.

## Leben
Jermatschenka studierte zunächst in Baryssau und danach an der Universität in Moskau. Er kämpfte als Freiwilliger im Ersten Weltkrieg in der Russischen Armee und besuchte die Offiziersschule. Gegen Ende des Krieges erhielt Jermatschenka den Rang eines Kommandanten. Er wanderte mit anderen Angehörigen der Weißen Armee in die Türkei aus, wo er mit der belarussischen Nationalbewegung in Kontakt trat. Jermatschenka schloss sich der Exilregierung der Belarussischen Volksrepublik an und spielte eine wichtige Rolle in diplomatischen Aktivitäten in den Jahren 1920 bis 1923. Im Jahr 1921 organisierte er das erste belarussische Konsulat in Konstantinopel und unterhielt unter anderem Kontakte zu den Regierungen von Frankreich und Italien. Ab 1922 lebte er in Prag, wo er an der Karls-Universität sein Medizinstudium abschloss. In Prag spielte seine Beteiligung an der belarussischen Nationalbewegung eine eher nebensächliche Rolle. Am 20. April 1939 sendete Jermatschenka zusammen mit Wassil Sacharka, dem Präsidenten der Rada BNR, ein 17 Seiten umfassendes Memorandum an Adolf Hitler, in dem dieser darum gebeten wurde die Interessen des belarussischen Volkes in den zukünftigen Entwicklungen zu berücksichtigen. Am 3. August 1939 wurden Jermatschenka und Sacharka ins deutsche Außenministerium einberufen, wo der Vorsitzende der Ostabteilung des Ministeriums Professor Mayer ihnen erklärte, dass Deutschland gegen ein einheitliches, unteilbares Russland sei, er aber zugleich keine konkreten Versprechen machen könne.

### Zweiter Weltkrieg
In der Zeit des Zweiten Weltkrieges kehrte Jermatschenka aus dem Exil in Prag nach Weißrussland zurück und arbeitete aktiv mit den deutschen Besatzern zusammen. Er genoss das Vertrauen Alfred Rosenbergs und wurde zum Leiter des Weißruthenischen Selbsthilfewerks (WSW) ernannt. Er betrachtete das Selbsthilfewerk als einen Ausgangspunkt zur Erlangung weitergehender Autonomie und bemühte sich daher die belarussische Sprache und Kultur zu fördern. Am 29. Juni 1942 ernannte Generalkommissar Wilhelm Kube Jermatschenka zu seinem „weißruthenischen Vertrauensmann“, der ihn in allen „weißruthenischen“ Belangen beraten sollte. Jermatschenka war an der Rekrutierung von Personen zum Reichsarbeitsdienst beteiligt, indem er alle Stadt- und Rayonchefs des Selbsthilfewerkes zur Mitarbeit aufforderte, obwohl er anmerkte, dass der Einsatz in Deutschland alles andere als ungefährlich sei. Er versuchte dabei seine eigene Klientel zu schützen, indem er zunächst keine „nationalbewussten Weißrussen“ zum Transport in den Westen bestimmte. Mitte Dezember 1942 verpflichtete Jermatschenka die einzelnen Rayonchefs des WSW dazu, mindestens tausend Arbeitskräfte pro Gebietskommissariat ins Reich zu schicken. Letztendlich gelang es ihm jedoch nicht, den Arbeitskräftebedarf der Besatzer zu decken, was seine Position und das Weißruthenische Selbsthilfewerk entscheidend schwächte.
Anfang April 1943 wurde Jermatschenka unter dem Vorwand der persönlichen Bereicherung als Leiter des WSW abgesetzt und zurück nach Prag geschickt. Zu seinem Nachfolger wurde Jury Sabaleuski ernannt.

### Nachkriegszeit
Im Jahr 1948 wanderte Jermatschenka in die USA aus, wo er sich an der Exilregierung des Weißruthenischen Zentralrats beteiligte. Er lebte dort unter dem Namen John Jermaczenko in der Stadt Binghamton (New York), wo er 1970 verstarb.